# Dals Långed
Dals Långed – miejscowość (tätort) w Szwecji, w regionie administracyjnym (län) Västra Götaland, w gminie Bengtsfors.
Według danych Szwedzkiego Urzędu Statystycznego liczba ludności wyniosła: 1407 (31 grudnia 2015), 1453 (31 grudnia 2018) i 1400 (31 grudnia 2019).